# Pinus × schwerinii
A Pinus × schwerinii (egyes kertészetekben „törpefenyő” fantázianéven kapható) a fenyőfélék családjának tűnyalábos fenyő (Pinus) nemzetségében a selyemfenyők Strobus fajsorába sorolt két faj — a himalájai selyemfenyő (Pinus wallichiana) és a simafenyő (amerikai selyemfenyő, Pinus strobus) — kertészetileg előállított hibridje.

## Megjelenése, felépítése
Szélesen, vízszintesen elálló ágainak a vége kissé lecsüng.
Lecsüngő, szürkészöld, a himalájai selyemfenyőénél valamivel rövidebb tűlevelei ötösével nőnek.
15–20 cm hosszú toboza éretlenül zöld, később világosbarnára színeződik

## Életmódja, termőhelye
Környezeti igényei a simafenyőéhez hasonlóak.

## Felhasználása
Népszerű dísznövény. Leggyakoribb kertészeti változata a P. n. 'Wiethorst'